# Port morski Nowy Świat
Nowy Świat – port morski położony nad Zatoką Gdańską oraz nad Zalewem Wiślanym, w woj. pomorskim, będący portem osłonowym dla kanału przez Mierzeję Wiślaną.
W porcie funkcjonuje przejście graniczne dla ruchu osobowego i towarowego.

## Opis

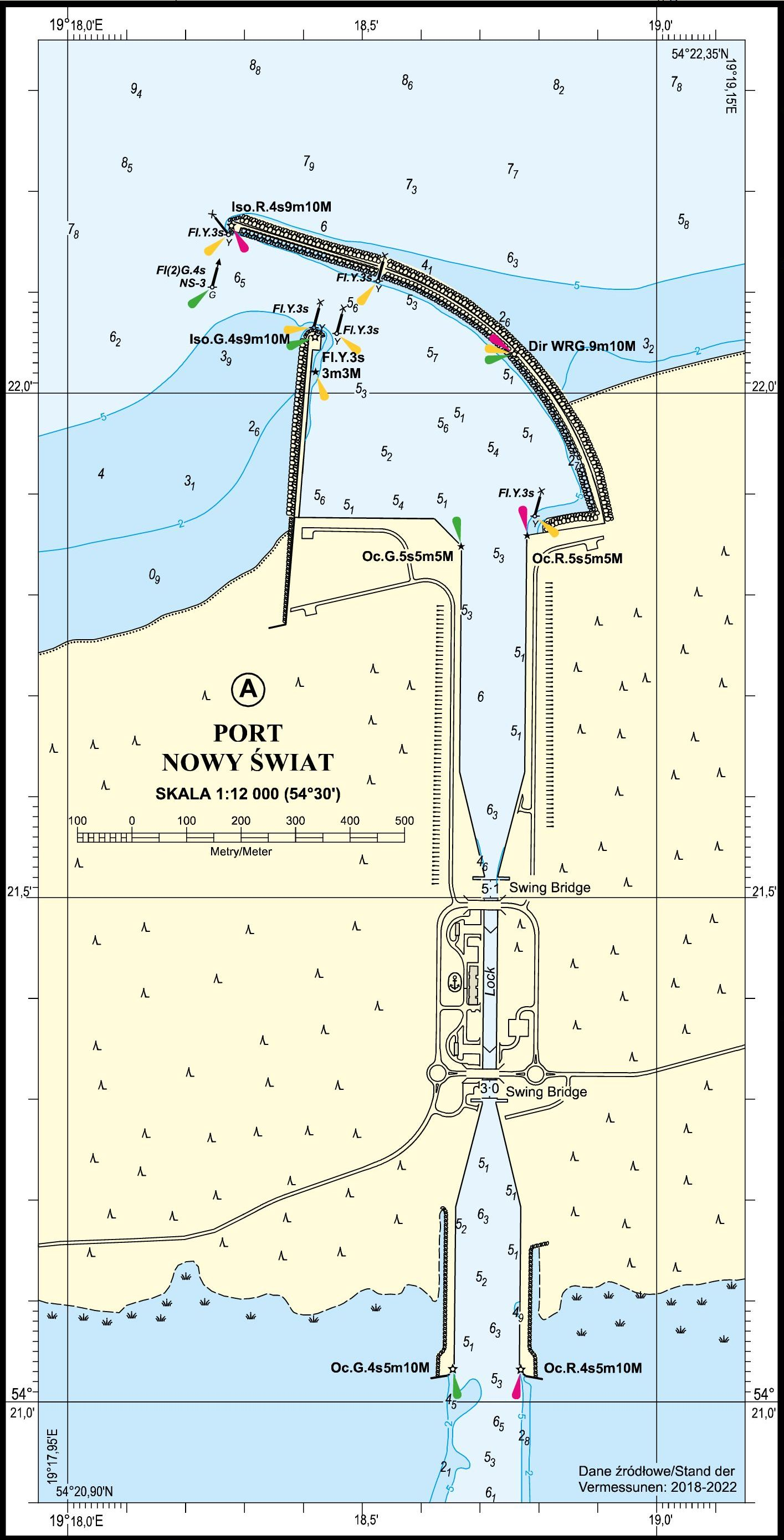

Port składa się z falochronu wschodniego o długości 928 metrów, falochronu zachodniego o długości 540 m, obudowy brzegu w formie wygaszacza fal oraz nabrzeży postojowych (długości 212+70,5 metra), zlokalizowanych przy falochronie zachodnim, po zachodniej stronie wejścia do kanału żeglugowego oraz falochronów wejściowych od strony Zalewu Wiślanego, oraz łączącego je kanału ze śluzą.